# Магнолія Суланжа (Львів, вул. І. Франка, 133)
Магно́лія Су́ланжа — ботанічна пам'ятка природи місцевого значення в Україні. Розташована в межах міста Львова, на вулиці Івана Франка, 133 (територія Львівського обласного центру еколого-натуралістичної творчості учнівської молоді). 
Площа 0,05 га. Статус надано 1984 року. Перебуває у віданні Львівського ОЦЕНТУМ. 
Статус надано з метою збереження дерева магнолії Суланжа (Magnolia X soulangeana), гібрид магнолії оголеної та магнолії лілієцвітої. Вік дерева бл. 100 років. 
- Початково пам'ятка природи була помилково названа «Магнолія Кобус». І лише 20 березня 2018 року, згідно з рішенням Львівської обласної ради, була виправлена на «Магнолія Суланжа»[1].